# "Colostethus" poecilonotus
"Colostethus" poecilonotus je vrsta žabe, ki je endemična za Peru. Znana je le iz holotipa zbranega v regiji Amazonas. Njena generična umestitev je negotova, začasno pa je uvrščena v rod "Colostethus" znotraj družine podrevnic (Dendrobatidae).
Njeni naravni habitat so vlažni nižinski tropski gozdovi. Ogroža jo izguba habitata, saj je tipsko nahajališče že spremenjeno  zaradi kmetijskih dejavnosti (npr. nasadi kave) in urbanizacijo.